# نورنیوز
پایگاه تحلیلی خبری نور که به اختصار با نام نورنیوز شناخته می‌شود، یک پایگاه خبری و تحلیلی آنلاین ایرانی نزدیک به شورای عالی امنیت ملی ایران است. این رسانه محتوای خود را به شش زبان فارسی، انگلیسی، عربی، عبری ، روسی و چینی منتشر می‌کند.

## تاریخچه
نورنیوز نخستین‌بار در شهریور ۱۳۹۸ آغاز به‌کار کرد. این رسانه در مجموعه‌ای به نام موسسه فرهنگی سالک نور فعالیت می‌کند. براساس اطلاعاتی که در سایت نورنیوز منتشر شده است، مریم سلیمی‌نمین، صاحب‌امتیاز، مدیر مسئول و سردبیر این رسانه است.

نورنیوز اولین رسانه ایرانی بود که در دی ۱۳۹۹ بخش عبری خود را راه‌اندازی کرد.

## اثرات
این پایگاه خبری در کنار خبرگزاری‌هایی همچون فارس و تسنیم، که وابسته به سپاه پاسداران انقلاب اسلامی هستند، از جمله رسانه‌هایی است که خبرهای نظامی و امنیتی ایران را پوشش می‌دهند. برای مثال نورنیوز نخستین رسانه‌ی ایرانی بود که خبر ترور محسن فخری‌زاده را تایید کرد.
از خبرهای تاثیرگذار این رسانه می‌توان به موارد زیر اشاره کرد:

### تایید حمله سایبری به شبکه توزیع سوخت
در آبان ۱۴۰۰، همزمان با دومین سالگرد اعتراضات آبان ۱۳۹۸، برخی رسانه‌ها و کاربران ایرانی از اختلال در شبکه سوخت‌رسانی کشور خبر دادند. نخستین‌بار ایسنا «حمله سایبری» را عامل اختلال در کار پمپ بنزین‌ها گزارش کرد اما ساعتی بعد ایسنا با انتشار گزارشی ضمن تکذیب این خبر نوشت: «خبری با عنوان «قطع ناگهانی بنزین در جایگاه‌های سوخت تهران و شهرستان‌ها به دلیل حمله سایبری» که به نقل از ایسنا در حال انتشار در فضای مجازی است، جعلی است.» این در حالی بود که چندساعت بعد وبسایت نورنیوز تایید کرد که اختلال ایجاد شده در سامانه سوخت‌‌گیری در پمپ‌بنزین‌ها «ناشی از حمله سایبری بوده است».

### پیوستن ایران به سازمان همکاری‌های شانگهای
در شهریور ‍۱۴۰۰، نورنیوز خبر داد که با دعوت رسمی تاجیکستان به عنوان رئیس دوره‌ای سازمان همکاری‌های شانگهای از ایران برای حضور در نشست سالیانه سورای سران این پیمان، رئیس جمهوری اسلامی ایران شهریور سال جاری در این نشست حضور خواهد داشت. این خبر از این حیث اهمیت داشت که ایران از سال ۲۰۰۵ به عنوان عضو ناظر با این سازمان همکاری داشت اما تا سال ۲۰۲۱ نتوانسته بود به عضویت دائم این سازمان درآید. از این سال با درخواست روسیه، موضوع پیوستن دائم ایران به سازمان همکاری‌های شانگهای یکی از دستور‌های این نشست اعلام شد.

### اطلاع‌رسانی در مورد انفجار هسته‌ای نطنز
در تیر ۱۳۹۹ که فضای سیاسی و امنیتی ایران زیر تاثیر انفجار در تاسیسات هسته‌ای نطنز بود، انتشار دو یادداشت در این وب‌سایت به عنوان دیدگاه مقام‌های ارشد جمهوری اسلامی تلقی شد. یکی از یادداشت‌ها که ساعتی پس از انفجار در روز ۱۲ تیرماه منتشر شد، هشدار می‌داد که اگر «نشانه‌هایی از عبور» آمریکا و اسرائیل «از خطوط قرمز» مشاهده شود، باید در «راهبرد مواجهه و مقابله با وضعیت جدید» تجدید نظر اساسی شود. در یادداشتی دیگر که به فاصله دو روز پس از یادداشت نخست منتشر شد، تهدید شده بود که اگر «عرصه‌های تقابل از خطوط قرمز عبور کرده و وارد حوزه‌هایی شود که به صورت بالقوه امکان به خطر انداختن امنیت و سلامت منطقه‌ای و جهانی را دارد»
همچنین حادثه ۱۴۰۰ نطنز، نورنیوز نخستین رسانه‌ای بود که هویت عملیات خرابکارانه بودن این حادثه را تایید کرد.